# Sausar
Sausar è una suddivisione dell'India, classificata come nagar panchayat, di 24.312 abitanti, situata nel distretto di Chhindwara, nello stato federato del Madhya Pradesh. In base al numero di abitanti la città rientra nella classe III (da 20.000 a 49.999 persone).

## Geografia fisica
La città è situata a 21° 38' 60 N e 78° 46' 60 E e ha un'altitudine di 351 m s.l.m..

## Società

### Evoluzione demografica
Al censimento del 2001 la popolazione di Sausar assommava a 24.312 persone, delle quali 12.597 maschi e 11.715 femmine. I bambini di età inferiore o uguale ai sei anni assommavano a 3.114, dei quali 1.632 maschi e 1.482 femmine. Infine, coloro che erano in grado di saper almeno leggere e scrivere erano 17.284, dei quali 9.715 maschi e 7.569 femmine.